# Bomber over Danmark
Bomber over Danmark er en dokumentarfilm fra 1944 instrueret af Ingolf Boisen efter eget manuskript.

## Handling
I forbindelse med kortfilmen Faren fra luften fremstilledes til brug ved instruktionsmøder og lignende en længere version uden lyd, der gør rede for Luftværnets opbygning, meldetjenesten og de forskellige kolonners organisationer. Samtidig agiterer den for oprettelsen af fabriksluftværn.